# Ollie Matson
Pour les articles homonymes, voir Matson et Ollie (homonymie).
College Football Hall of Fame 1976
Pro Football Hall of Fame 1972
(en) Statistiques sur pro-football-reference
Ollie Genoa Matson (né le 1er mai 1930 à Trinity et mort le 19 février 2011 à Los Angeles) est un américain, athlète et joueur de football américain.

## Athlétisme
Athlète à l'université de San Francisco, il participe aux jeux olympiques de 1952 et il y remporte la médaille de bronze du 400 mètres et la médaille d'argent du relais 4 × 400 m.

## Football américain
Joueur de football américain aux postes de halfback et de return specialist dans la Division II de la NCAA pour les Dons de l'université de San Francisco (1948-1951), il est sélectionné en 3e choix global lors de la draft 1952 de la NFL par la franchise des Cardinals de Chicago où il joue pendant sept saisons. Il rejoint ensuite les Rams de Los Angeles (1959-1962), les Lions de Détroit (1963) et les Eagles de Philadelphie (1964-1966). Il y termine sa carrière professionnelle ayant été sélectionné à six reprises pour le Pro Bowl et est sélectionné dans l'équipe NFL de la décennie 1950. Il est ultérieurement intronisé au Pro Football Hall of Fame en 1972 et au College Football Hall of Fame en 1976.

## Décès
Matson décède le 19 février 2011 à Los Angeles à l'âge de 80 ans, de complications liées à la démence (insuffisance respiratoire).